# Can Cabot de la Vall
Can Cabot de la Vall és una masia del municipi de Santa Eulàlia de Ronçana (Vallès Oriental) inclosa en l'Inventari del Patrimoni Arquitectònic de Catalunya.

## Descripció
Conjunt de masia i masoveria. La casa més antiga tindria probablement el portal orientat a migdia, on avui és la casa dels masovers. L'entrada a la casa principal és a llevant. És un edifici de planta rectangular, amb un pis d'alçada i coberta a doble vessant. La façana és simètrica, amb un portal dovellat u finestres de carreus. La cara sud té un gran rellotge de sol amb la data de 1706, i a sota una gran finestra d'arc de mig punt partida per una columna, probablement de principis de segle xx. Adossat a aquest cos hi ha la masoveria.

## Història
Primera referència documental en un censal mort del 1466 a Joan Cabot. Apareixen en els fogatges de 1497 i 1553. Sembla que la casa es reformaria al segle xvi com indiquen les dates de les llindes. També apareixen dates del 1700 i 1727. És una casa que presenta moltes etapes constructives. La data més antiga és una inscripció a l'actual molí: "Isidro Cabot 1445".
Sembla que el 1872 es va fer la reforma definitiva de la casa senyorial, data que apareix al sostre del rebedor. L'últim Cabot va ser Jaume Cabot, després varen entrar la família Roura fins al 1930, que la compraren els Srs. Gómez.